# Pantone Merkel
"Pantone Merkel", også kendte som "mange nuancer af Merkel" eller "Merkel Regnbue", er en samling af fotografier af Tysklands forbundskansler Angela Merkel, der er samlet af det hollandske grafiske designer Noortje van Eekelen. Det består af en oversigt over Merkels jakker arrangeret i et diagram efter farve, i samme stil som Pantone-farvekortet. "Pantone Merkel" inkluderer også beskrivelse af lokationer og datoer, hvor billederne blev taget.
Serien består af 100 forskellige nyhedsbilleder i officielle situationer, og er blevet et af de mest genkendelige symboler på Merkel, inklusive mange variationer og imitationer. Projektet har fået stort mediedækning via sociale medier og er blevet offentliggjort på mange internationale websteder og tidsskrifter og aviser, inklusive The Guardian, Daily Mail, The New York Times, og The Telegraph.